# نبرد جربه

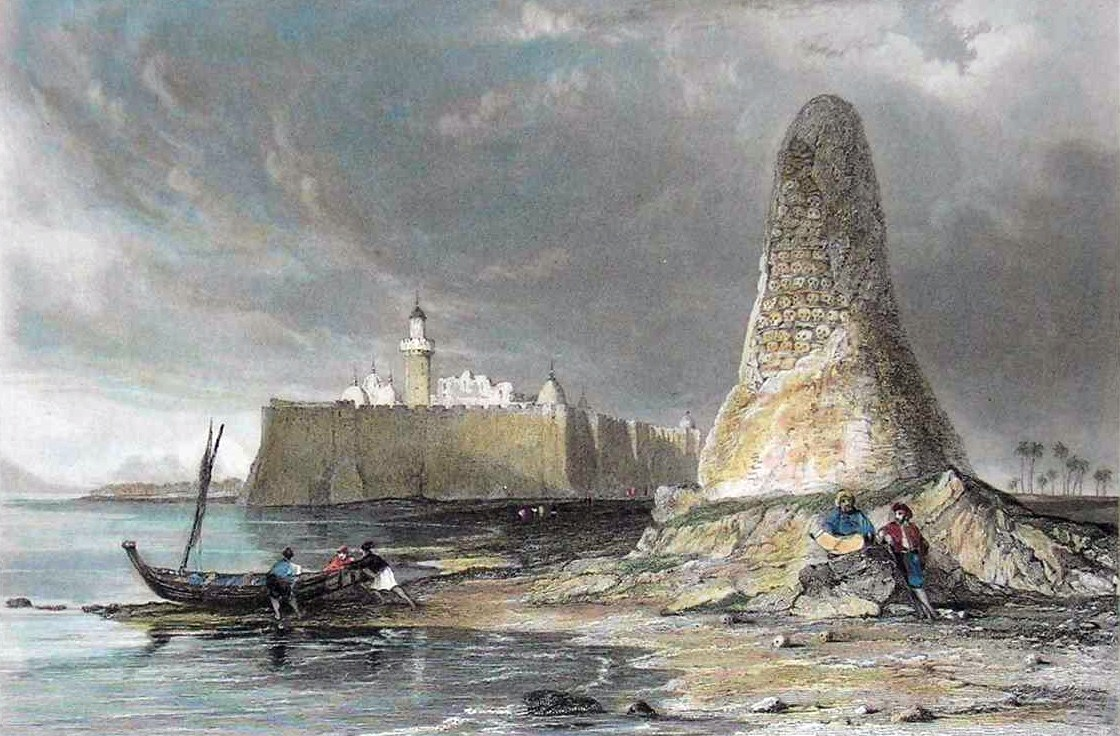
هرم جمجمه‌ها (برج الجماجم) در هومت سوک

نبرد جِربه (به ترکی: Cerbe، انگلیسی: Battle of Djerba) در ماه مه ۱۵۶۰ در نزدیکی جزیره جربه تونس رخ داد. نیروهای عثمانی تحت فرماندهی پیالی پاشا، ناوگان مشترک اتحاد مسیحی که متشکل از نیروهای اسپانیایی، ایالات پاپی، جمهوری جنوا، مالت و پادشاهی ناپل بود را متلاشی کردند. نیروهای متحد مسیحی، ۲۷ گالی و برخی شناورهای کوچکتر و همچنین جزیره مستحکم جربه را از دست دادند. این پیروزی شاید نقطه اوج قدرت امپراتوری عثمانی در دریای مدیترانه باشد.
تا حدود سال ۱۵۷۳، مدیترانه در لیست فلیپه دوم پادشاه اسپانیا در فهرست اولویت‌های وی قرار داشت. تحت هدایت او ناوگان گالی هابسبورگ به حدود ۱۰۰ کشتی و بیشتر در زمان جنگ افزایش یافت. اسپانیا در سال ۱۵۶۰ ناوگان بزرگی را علیه ترک‌ها اعزام کرد و هدف آن جزیره جربه در ساحل غربی طرابلس بود. ناوگان عثمانی با پیروزی چشمگیر، بیش از ۱۰هزار نفر از مهاجمان را کشت و بسیاری از شناورها را غرق کرد. با این حال، معمولاً پس از جنگ‌های مدیترانه‌ای، آنها پیروزی را دنبال نکردند. اسپانیا توانست ظرف دو سال بعد ناوگان خود را از نو بسازد و در سالهای ۶۴–۱۳۶۳ با نزدیک به ۱۰۰ کشتی حمله جدیدی را آماده کرد. علی‌رغم پیروزی امپراتوری عثمانی در جنگ، آنها قادر به حمله به مرکز ثقل ونیز نبودند.